# Orve
Orve é uma comuna francesa na região administrativa de Borgonha-Franco-Condado, no departamento de Doubs. Estende-se por uma área de 5,51 km². Em 2010 a comuna tinha 60 habitantes (densidade: 10,9 hab./km²).